# Kỳ giông Hokuriku
Hynobius takedai (tên tiếng Anh: Hokuriku Salamander) là một loài kỳ giông thuộc họ Hynobiidae.
Đây là loài đặc hữu của Nhật Bản.
Môi trường sống tự nhiên của chúng là rừng ôn đới, sông ngòi, đầm nước ngọt, suối nước ngọt, và đất có tưới tiêu.
Chúng hiện đang bị đe dọa vì mất môi trường sống.